# Soninkés
Cet article concerne le peuple soninké. Pour la langue, voir Soninké.
Les Soninkés encore appelés Maraka sont un peuple présent en Afrique de l'Ouest sahélienne, établi principalement au Mali, Sénégal, en Mauritanie, en Gambie, en Guinée et en Guinée-Bissau. Ils font culturellement partie du groupe mandé de par leur langue, le soninké, mais forment un groupe ethnique à part entière.

## Ethnonymie
Selon les sources, on observe de très nombreuses variantes : Aswanik, Dafing, Dafi, Dyakanke, Gadyaga, Maraka, Maraxa, Marka, Marka Soninké, Saracole, Sarakolé, Sarakollé, Sarakule, Sarawule, Saraxole, Seraculeh, Serahuli, Serakhulle, Silabe, Soniake, Soninkés, Sonninké, Toubakai, Wakore.
Ils se désignent eux-mêmes par le mot soninké qui est en réalité le singulier du mot soninko, mais sont également appelés « Sarakholés » par les Wolofs, « Marakas » par les Bambaras, « Wangara » par les Malinkés, « Wakoré » par les Songhaïs, ou encore « Toubakaï ». « Marka » est le nom sous lequel ils sont connus au Mali dans la région de Kayes, Koulikoro, Sikasso, Ségou, Mopti et au Burkina Faso dans celle de Dafina.

## Langue
Leur langue est le soninké, une langue mandée, dont le nombre total de locuteurs a été estimé à plus de 3 000 000 dans le monde.  1 800 000 ont été dénombrés au Mali, 1 200 000 au Sénégal, 156 000 en Gambie, 237 000 en Mauritanie, 5 000 en Guinée-Bissau et quelques milliers en Côte d'Ivoire, en Guinée-Conakry (Manda Saran, Linsan Saran et Badougoula) et au Burkina Faso et bien encore d’autres Pays d’Afrique de l’Ouest.  Ces chiffres restent des estimations.

## Histoire

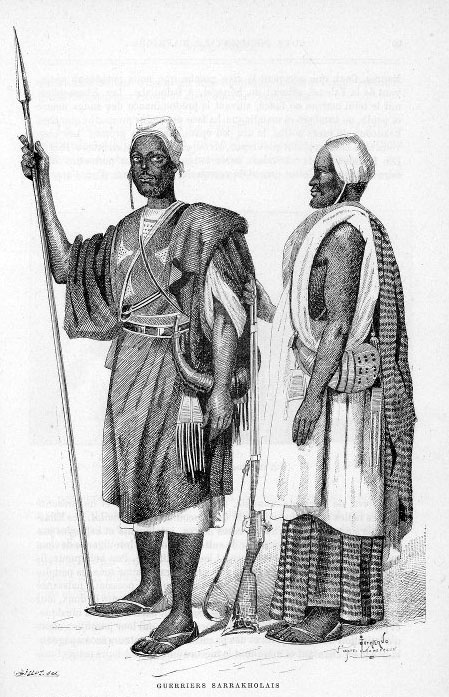
Guerriers sarakholés (gravure de 1890).

L'historien Abdoulaye Bathily évoque une origine saharienne des Soninkés, qui auraient migré vers le Sahel au fur et à mesure de l'assèchement du climat au IIIe millénaire av. J.-C.. 
La fondation du royaume du Ouagadou, à l'origine de l'empire du Ghana, d'après la tradition orale des griots soninkés, est attribuée à un personnage légendaire, Dinga, l'ancêtre des Soninkés. Lorsque Dinga arriva en Afrique de l'Ouest, dans la région où se trouvent aujourd'hui le Mali, la Mauritanie et le Sénégal, il trouva sur place une nation d'agriculteurs, les Karos, qu'il réussit, lui et sa suite, à dominer. Les troupes de Dinga étaient d'excellents cavaliers et ils étaient armés de lances, épées, boucliers, armures de fer. La légende raconte que dans la région, un serpent à sept têtes nommé Bida régnait en maître. Pour pouvoir installer le royaume du Ouagadou, Manga Diabé  Cissé fils de Dinga dut négocier avec le serpent Bida de le laisser installer son empire à condition de lui donner tous les sept ans la fille la plus belle et la plus propre (vierge) du Wagadou. En contrepartie, le serpent accorderait au Ouagadou la richesse, l'or et la pluie pour les récoltes. Dinga Cissé est l'ancêtre des Soninkés portant les patronymes : Soukhouna, Cissé, Touré, Diané, Dramé, Khouma, Sakho.
Les Soninkés se sont convertis à l'islam au XIe siècle. Après la chute de l'empire du Ghana, les Soninkés se sont dispersés dans toute l'Afrique de l'Ouest à partir du XIIe siècle, donnant ainsi naissance à plusieurs ethnies dont les Bozo, Soninkés devenus pêcheurs sur le fleuve Niger et en propageant l'islam. 
Ils ont créé également le royaume du Galam au Sénégal, sur la vallée du fleuve Sénégal, ancien royaume qui se trouvait au sud du Fouta-Toro et à l'est du royaume du Djolof. Le roi portait le titre de Tounka. Le royaume a été plusieurs fois vassalisé par le Djolof à l'époque où celui-ci était un empire, par le Fouta-Toro et par le royaume bambara du Kaarta. Il vivait de l'agriculture, du commerce de la gomme arabique et de l'or. Toutefois, le Galam fournissait rarement ses propres esclaves aux négriers français et leur remettait principalement ceux capturés dans les pays voisins. Le Galam a subi des razzias des Maures à la recherche d'esclaves pour la culture de la gomme. Mais surtout du commerce avec les traitants européens initiateurs de la Traite Atlantique et avec les Maures par les voies commerciales transsahariennes. La ville de Bakel se trouve sur l'ancien royaume du Galam. 
Au XIXe siècle, Mamadou Lamine Dramé, un marabout soninké du Galam, fut l'un des plus grands résistants contre la colonisation au Sénégal.

## Population
Le territoire qu'ils occupent s'étend sur 800 kilomètres, d'est en ouest, de la moyenne vallée du Sénégal jusqu'au delta intérieur du Niger. La majorité des Soninkés vivent dans l'ouest du Mali.
Au Sénégal, selon le recensement de 1988, les Soninkés étaient 113 184 sur une population totale estimée à 6 773 417 habitants, soit 1,7 %.
Il existe une importante diaspora, notamment en région parisienne depuis la fin des années 1950. Dans les années 1970, les Soninkés représentaient près de 70 % de la population subsaharienne émigrée en France.
Ils sont généralement musulmans sunnites.

## Organisation sociale
Dès l'époque précoloniale, la société soninké pratique le commerce d'esclaves pour progressivement se transformer en société esclavagiste. Ainsi, jusqu'à la fin du XIXe siècle, dans les régions qu'elle occupe, la population peut être constituée d'un tiers ou de la moitié d'esclaves. Face à de si grandes proportions, les Soninkés, pour maintenir le contrôle, se montrent brutaux à leur encontre. Les esclaves habitaient dans un quartier spécifique des villages, une pratique qui s'est maintenue jusqu'à nos jours.  
Les Soninkés vivent sur la vallée du fleuve, plus particulièrement dans la région de Guidimakha et la région du Gorgol. Ils sont sans nul doute les plus grands cultivateurs de la Mauritanie.
L’organisation sociale des Soninkés est très hiérarchisée. Elle comprend trois niveaux :
- les hommes libres appelés Hooro (nobles) auxquels appartiennent les tunkalemmu (princes qui ont vocation au règne) les mangu (courtisans, guerriers, confidents des tunkalemmu) et les modylemmu (imams, marabouts, guides religieux) ;
- les hommes de caste ou Ñaxamala (Niakhamala) auxquels appartiennent les forgerons, les travailleurs du bois, les griots (jaaro) et les cordonniers ;
- les captifs, esclaves ou Komo, qui ont été affranchis au début du XXe siècle sous l'effet de la colonisation[réf. nécessaire].

Ce système est héréditaire. Les mariages se font au sein de chaque catégorie. La société soninké est patrilinéaire.
Le tunka, le roi, est le chef politique. Il est propriétaire des terres de son pays et de ce qui y pousse. Il est issu des tunkalemmu (princes et héritiers de la royauté) auxquels il se réfère avant de prendre une décision. Les chefs de village doivent obtenir la bénédiction du tunka pour exercer.

## Culture

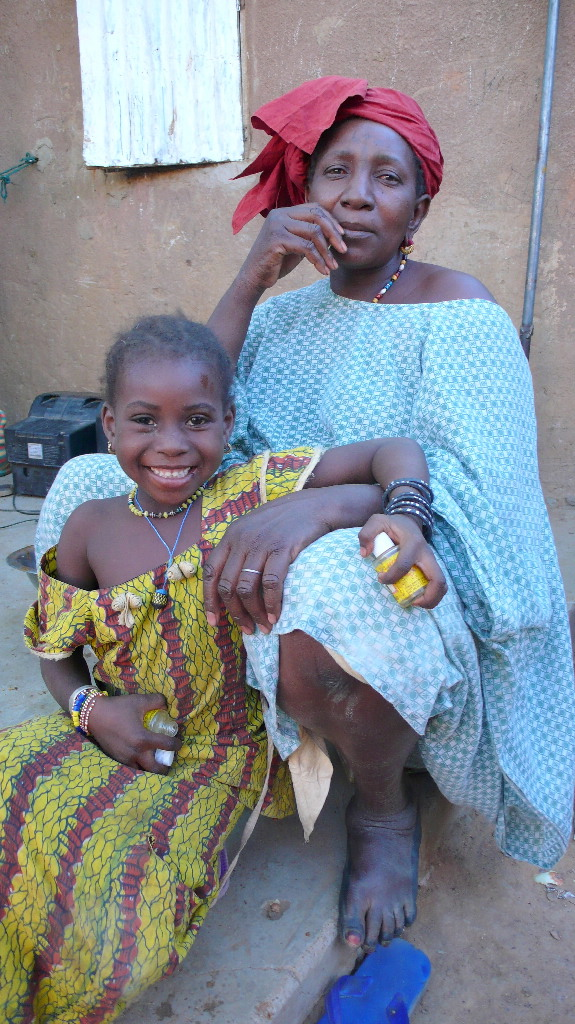
Femme soninké et sa petite fille à Sélibabi (Mauritanie).

Dans le passé, les hommes avaient les cheveux tressés ou des coiffures en locks, qu'ils enduisaient de karité. Les femmes avaient le plus souvent le crâne rasé, mais il y avait aussi des coiffures tressées, très difficiles à réaliser. Elles tatouaient leurs lèvres et leurs gencives pour faire ressortir la blancheur de leurs dents et rehausser la beauté de leur visage. Les femmes portaient toujours un léger voile sur la tête.
Les Sarakholés ne pratiquent pas la scarification du visage autant que les Bambaras. Hommes comme femmes se font deux ou trois scarifications sur les tempes, et les femmes en font trois de plus sur les joues. L'excision des jeunes filles était très pratiquée dans le passé. Les oreilles de la femme sont percées de plusieurs trous dans lesquels sont placés plusieurs anneaux en or pour les plus fortunées, en argent ou en bronze pour les plus modestes. Les bijoux tels que les colliers, les bracelets au poignet et aux chevilles sont très utilisés. Traditionnellement, les hommes soninkés portent le boubou, une grande robe qui arrivait en bas des genoux et un pantalon, souvent de couleur blanche, beige ou bleu indigo. Dans le passé, une ceinture de cuir était attachée à la taille. Il y a aussi les babouches brodées appelées moukhou, ou les sandales de cuir, le tepou.
Les femmes portaient le pagne qui s'arrêtaient en bas des genoux, le fendeli, et pour le haut la camisole, par-dessus laquelle elles mettent un boubou le plus souvent de couleur indigo, appelé doroké khoré (grand vêtement). Avec l'islamisation, le pagne arrive désormais jusqu'aux chevilles. Le bazin (bassa) est le tissu utilisé pour les fêtes, noble et de grande qualité. Sous leurs vêtements, les femmes ont plusieurs colliers de perles qu'elles portent sur la taille. Ils sont portés comme des sous-vêtements de séduction, ils ne peuvent être montrés que dans l'intimité. Sur la tête elles attachent artistiquement un foulard, le tikka ou kala.

## Patronymes

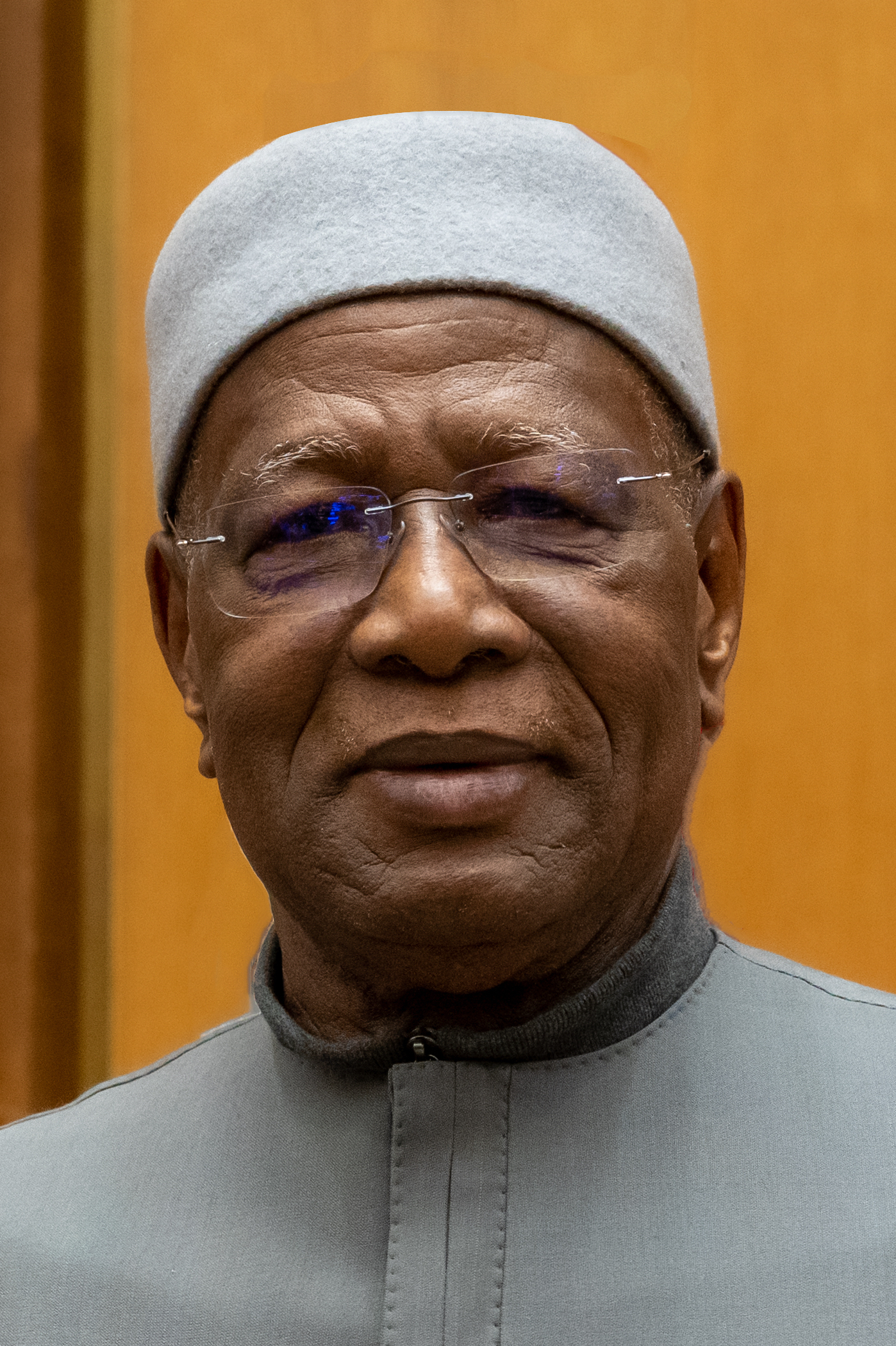
Abdoulaye Bathily, spécialiste de la langue et de l'histoire soninké.

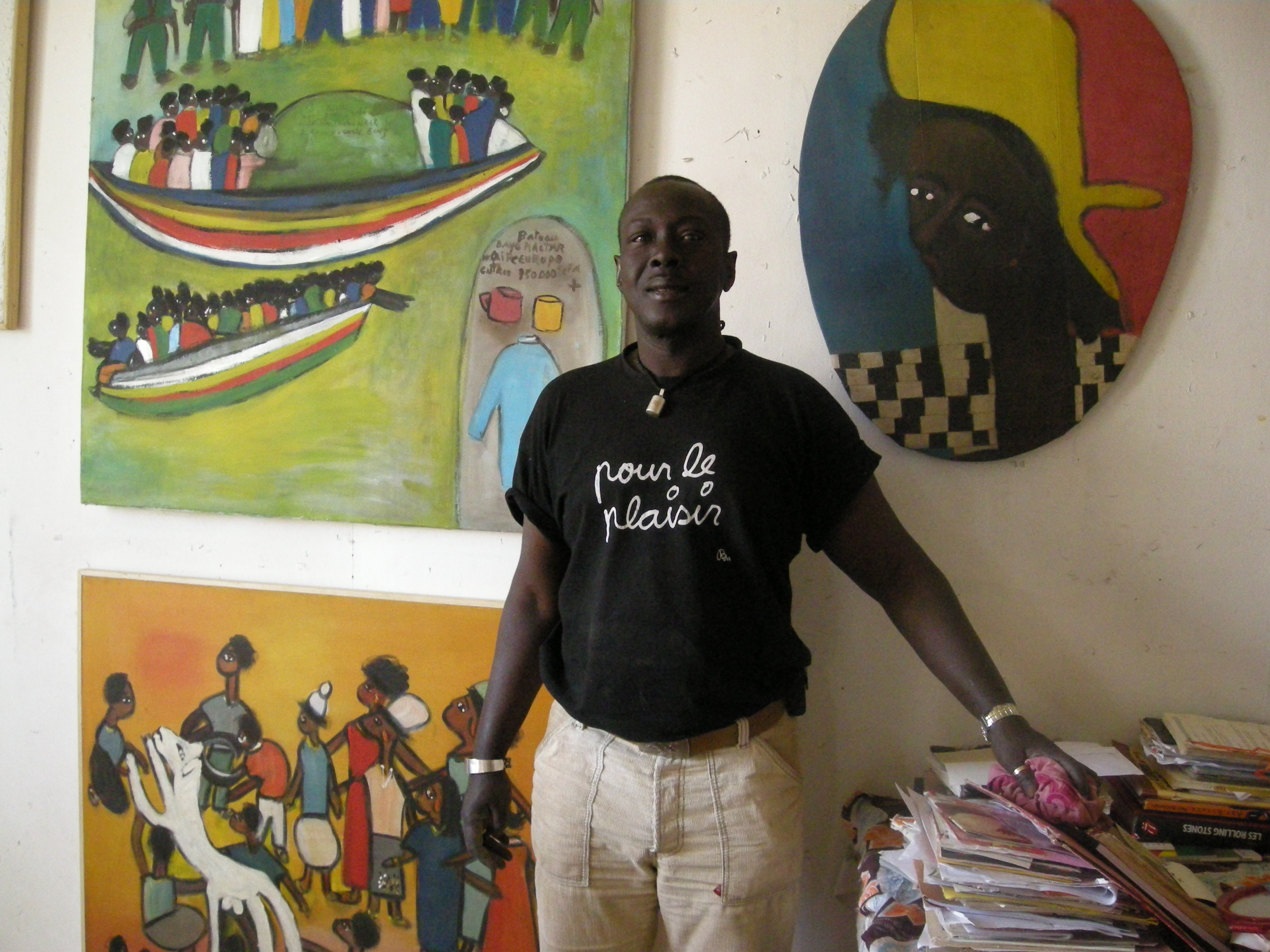
Ibrahima Kébé, un artiste plasticien d'origine soninké.

Selon Makhtar Diouf, chercheur à l'IFAN, certains patronymes sont caractéristiques d'une origine soninké – parfois lointaine – comme : Baradji, Bathily, Barro, Berthé, Bidanessy, Camara, Cissé, Dabo, Diaby, Diabira, Diagana, Diagouraga (tambacoly), Diarisso, Diané, Dianessi, Dioumassy, Diawara (Maréga), Doukouré ou Doucouré, Dounkassi, Doukara, Dramé, Fadiga, Fadé, Fofana, Gassama, Gandega, Goumané ou Gumaneh, Maguiraga, Makadji, Niakaté, Samassa, Koïta, Kouma, Sakho ou Sacko, Samoura, Sissako, Semega, Sylla, Soumaré, Soukouna, Magassa, Simaga, Simpara, Talla, Tandia, Tandjougora Tigana, Tounkara, Touré, Yattabari, Wagué. 
D'autres comme Kébé, Séméga, Gallédou, Timéra, Tandia ou Tandian notamment.
Cissé (et ses variantes Cisé, Sise ou Siise) occupe une place de choix, puisque c'était le patronyme des six premiers clans soninké issus des six fils de Dingka. Ci signifiant « cheval », cisé serait « le cavalier ».
Mais on pourrait en ajouter bien d'autres, tels que Diakité d'origine Peuls, Ira ou Yra, Sanogo d'origine Sénoufo, Nder,  Kaïré, Loum, Khoulé, Diaouné. Les Soninkés connus aussi pour de grand voyageurs ils portent les noms de famille des autres ethnies tel que les Bambaras.